# David Larson
David Larson (n. 25 iunie 1959, Jesup⁠(d), Georgia, SUA) este un înotător american, medaliat olimpic. A participat la o ediție a Jocurilor Olimpice (1984) în care a câștigat două medalii de aur.